# Fejervarya altilabris
Fejervarya altilabris és una espècie de granota que viu a Myanmar.